# Țară în curs de dezvoltare
     Țară dezvoltată
     Țară în curs de dezvoltare
     Țară cel mai puțin dezvoltată
     Date indisponibile
| Foarte ridicat Ridicat Mediu | Scăzut Date indisponibile |

Harta globală în funcție de nivelul de dezvoltare economică
Țară dezvoltată
Țară în curs de dezvoltare
Țară cel mai puțin dezvoltată
Date indisponibile
Clasificare conform datelor publicate de Fondul Monetar Internațional și Organizația Națiunilor Unite

Harta globală în funcție de Indicele dezvoltării umane (pe baza datelor din 2021, publicate în 2022)
Foarte ridicat
Ridicat
Mediu
Scăzut
Date indisponibile

O țară în curs de dezvoltare este un stat suveran cu un sector industrial mai puțin dezvoltat și un Indice de dezvoltare umană (IDU) mai scăzut în comparație cu alte țări. Totuși, această definiție nu este universal acceptată. De asemenea, nu există un acord clar asupra țărilor care se încadrează în această categorie. Termenii „țară cu venituri mici și medii” (low and middle-income country - LMIC) și „nouă economie emergentă” (newly emerging economy - NEE) sunt adesea folosiți interschimbabil, dar se referă doar la economiile țărilor. Banca Mondială clasifică economiile lumii în patru grupe, pe baza venitului național brut per locuitor: țări cu venituri ridicate, medii superioare, medii inferioare și cu venituri mici. Țările cel mai puțin dezvoltate, țările în curs de dezvoltare fără ieșire la mare și statele insulare mici în curs de dezvoltare sunt subgrupuri de țări în curs de dezvoltare. Țările de la celălalt capăt al spectrului sunt de obicei denumite țări cu venituri mari sau țări dezvoltate.
Există controverse cu privire la utilizarea termenului, deoarece unii consideră că acesta perpetuează un concept învechit de „noi” și „ei” (în grup și în afara grupului). În 2015, Banca Mondială a declarat că „o categorizare a lumii în țări în curs de dezvoltare și țări dezvoltate” a devenit mai puțin relevantă și că va elimina treptat utilizarea descriptorului respectiv. În schimb, rapoartele vor prezenta agregarea datelor pentru regiuni și grupuri de venituri. Termenul „Sudul Global” (Global South) este folosit ca termen alternativ pentru a desemna țările în curs de dezvoltare.
Țările în curs de dezvoltare tind să aibă unele caracteristici comune, adesea datorită istoriei sau geografiilor lor. De exemplu, acestea au de obicei: niveluri mai scăzute de acces la apă potabilă sigură, sanitație și igienă, se confruntă cu sărăcia energetică și niveluri mai ridicate de poluare (de ex. poluarea aerului, managementul deșeurilor, poluarea apei, defecarea în aer liber), proporții mai mari de oameni cu boli tropicale și infecțioase (boli tropicale neglijate), un număr mai mare de accidente rutiere și, în general, o infrastructură de calitate mai slabă. În plus, există adesea rate ridicate de  șomaj, sărăcie, foamete, sărăcie extremă, muncă a copiilor, malnutriție, persoane fără adăpost, abuz de substanțe, prostituție, suprapopulare, tulburări civile, exodul capitalului uman, economie subterană, rate ridicate de infracționalitate (extorcare, tâlhărie, efracție, crimă, omucidere, trafic de arme, trafic sexual, trafic de droguri, răpire, viol), niveluri scăzute de educație, rate ridicate de inegalitate economică, abandon școlar, acces inadecvat la serviciile de planificare familială, numeroase cazuri de sarcină la adolescență, număr ridicat de locuințe informale și mahalale, corupție la toate nivelurile guvernamentale și instabilitate politică. Spre deosebire de țările dezvoltate, țările în curs de dezvoltare nu au implementat statul de drept.
Accesul la asistența medicală este adesea scăzut. Oamenii din țările în curs de dezvoltare au, de obicei, o speranță de viață mai mică decât cei din țările dezvoltate, reflectând veniturile mai reduse și sănătatea publică mai precară. Ponderea bolilor infecțioase, a mortalității materne, mortalității infantile și a copiilor de peste 1 an sunt de obicei substanțial mai mari în aceste țări. Este de așteaptat ca efectele schimbărilor climatice să aibă un impact mai mare asupra țărilor în curs de dezvoltare decât asupra țărilor cu venituri mari, deoarece majoritatea dintre ele au o vulnerabilitate la schimbările climatice, respectiv o reziliență scăzută
Țările în curs de dezvoltare sunt adesea caracterizate de o vârstă medie mai mică decât în țările dezvoltate. Îmbătrânirea populației este un fenomen global, dar vârsta populației a crescut mai lent în țările în curs de dezvoltare
„Ajutorul pentru dezvoltare” sau „cooperarea pentru dezvoltare” reprezintă ajutorul financiar acordat de guverne străine și alte agenții pentru a sprijini dezvoltarea economică, de mediu, socială și politică a țărilor în curs de dezvoltare. Dacă obiectivele de dezvoltare durabilă care au fost stabilite de Națiunile Unite pentru anul 2030 vor fi atinse, multe dintre aceste probleme ar fi depășite. Bangladesh a atins în mod constant o rată anuală de creștere a PIB care o depășește pe cea a Pakistanului cu aproximativ 2,5 puncte procentuale. Soarta stabilității Pakistanului este din ce în ce mai împletită cu traiectoria unei crize economice care se adâncește

## Clasificarea țărilor
Există mai mulți termeni folosiți pentru a clasifica țările în funcție de nivelurile brute de dezvoltare. Clasificarea oricărei țări diferă în funcție de sursă și, uneori, aceste clasificări sau terminologia specifică utilizată sunt considerate peiorative.

### Pe grupe de venit

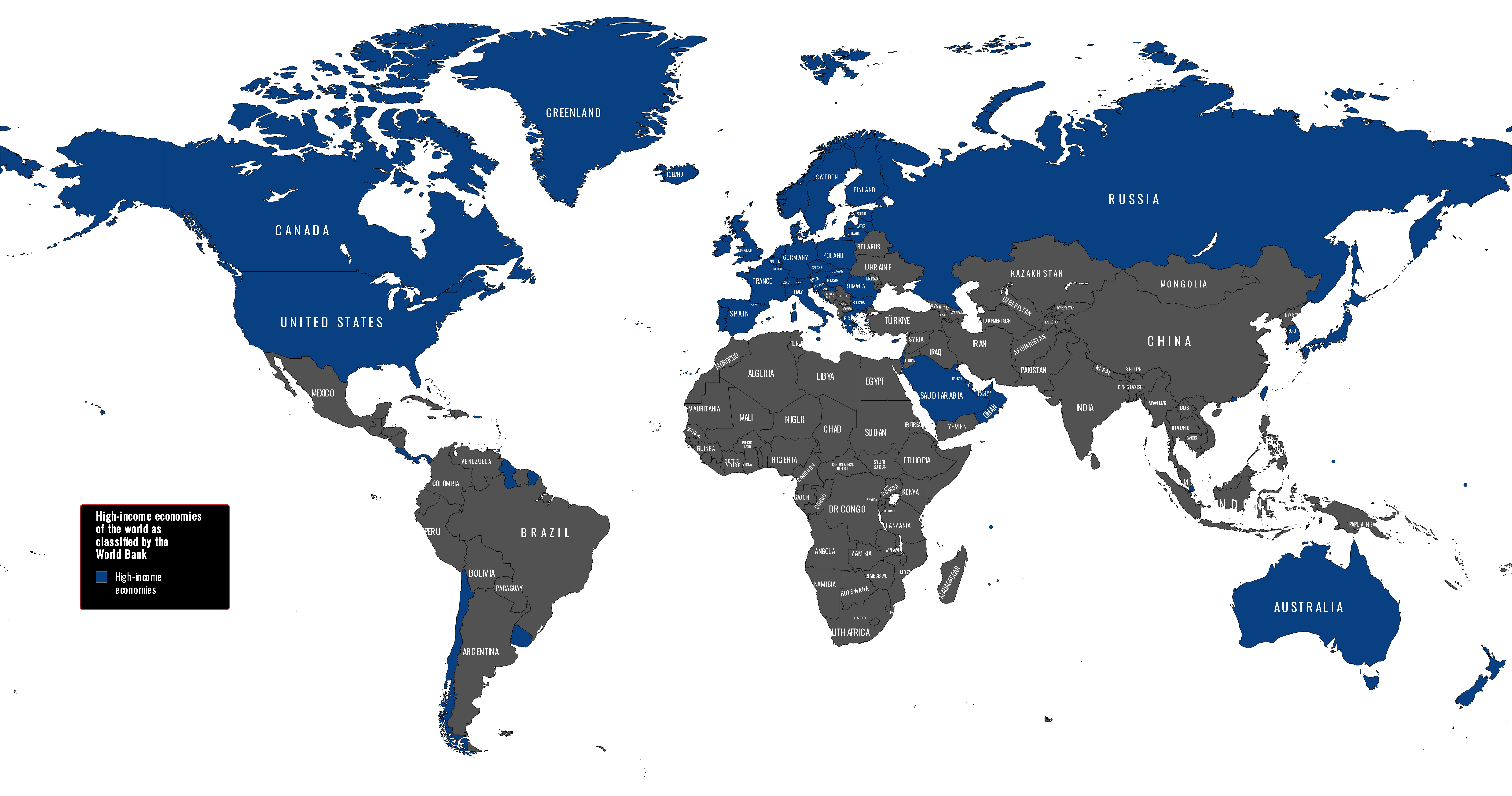
Harta Băncii Mondiale referitoare la țările cu venituri mari; economiile cu venituri mari sunt colorate în albastru închis.

Banca Mondială clasifică economiile lumii în patru grupe, pe baza venitului național brut per locuitor calculat în fiecare an la 1 iulie folosind „metoda Atlas”:
1. țări cu venituri mici
2. țări cu venituri medii-inferioare
3. țări cu venituri medii superioare
4. țări cu venituri mari (similar cu țări dezvoltate)

Primele trei grupuri (excluzând grupul „țări cu venituri mari”) sunt denumite împreună „țări cu venituri mici și medii” (Low and middle income countries - LMIC). De exemplu, pentru anul fiscal 2022, o țară cu venituri mici este definită ca una cu un VNB per locuitor mai mic de 1.045 USD, o țară cu venit mediu inferior este una cu VNB per locuitor între 1.046 și 4.095 USD, o țară cu venituri medii superioare este una cu VNB per locuitor între 4.096 și 12.695 USD, iar o țară cu venituri mari este una cu VNB per locuitor de peste 12.696 USD.

### După piețe și creștere economică
Utilizarea termenului „piață” în loc de „țară” indică de obicei o concentrare specifică asupra caracteristicilor pieței de capital ale țărilor, spre deosebire de economia generală.
- țări dezvoltate și piețe dezvoltate
- țări în curs de dezvoltare, care includ, în ordinea descrescătoare a creșterii economice sau a dimensiunii pieței de capital:
  - țări nou industrializate[n 2][24][25][26][27],
  - piețe emergente[n 3],
  - piețe de frontieră[n 4],
  - țări cel mai puțin dezvoltate[n 5] (numite și „țări cel mai puțin dezvoltate economic”).

În conformitate cu alte criterii, unele țări se află într-un stadiu intermediar de dezvoltare sau, așa cum le-a definit Fondul Monetar Internațional (FMI) după căderea Uniunii Sovietice, „țări în tranziție”: toate cele din Europa Centrală și de Est (inclusiv țările din Europa Centrală care mai aparțineau „Grupului Europei de Est” din instituțiile ONU), fostele țări din Uniunea Sovietică situate în Asia Centrală (Kazahstan, Uzbekistan, Kârgâzstan, Tadjikistan și Turkmenistan) și Mongolia. Până în 2009, publicația anuală World Economic Outlook[en] (WEO) a FMI a clasificat țările ca fiind „avansate”, „emergente” sau „în curs de dezvoltare”, în funcție de
1. nivelul veniturilor per locuitor,
2. gradul de diversificare a exporturilor (astfel încât exportatorii de petrol care au un PIB per locuitor ridicat nu ar beneficia de o clasificare superioară întrucât produsele petroliere reprezintă aproximativ 70% din exporturi) și
3. gradul de integrare în sistemul financiar global[28].

### Din punct de vedere geografic
Țările în curs de dezvoltare pot fi, de asemenea, clasificate după criterii geografice:
- state insulare mici în curs de dezvoltare[n 6],
- țări în curs de dezvoltare fără ieșire la mare (țările fără ieșire la mare se confruntă adesea cu dezavantaje economice și de altă natură).

### În funcție de alți parametri
După alți parametri, țările în curs de dezvoltare pot fi clasificate ca:
- țări sărace puternic îndatorate, o definiție dintr-un program al FMI și al Băncii Mondiale,
- economii în tranziție, care trec de la o economie centralizată la o economie de piață
- „sistem de clustering multidimensional”, cu mențiunea că țări diferite au priorități de dezvoltare și niveluri de acces la resurse și capacități instituționale diferite[29], iar pentru o prezentare mai nuanțată a țărilor în curs de dezvoltare și a caracteristicilor lor, acestea au fost clasificate în cinci grupuri distincte, pe baza unor factori precum nivelurile de sărăcie, inegalitate, productivitate, inovare, constrângeri politice și dependență de fluxurile externe[30][31].

### Prin autodeclarare
În general, Organizația Mondială a Comerțului acceptă declarația oricărei țări că este „în curs de dezvoltare”. Anumite țări care au devenit „dezvoltate” în ultimii 20 de ani după aproape toate criteriile economice, încă insistă să fie clasificate drept „țări în curs de dezvoltare”, deoarece aceasta le dă dreptul la un tratament preferențial în cadrul OMC, țări precum Brunei, Hong Kong, Kuweit, Macao, Qatar, Singapore și Emiratele Arabe Unite au fost menționate și criticate pentru acest statut autodeclarat.

## Conceptul de dezvoltare și măsurarea acesteia
Economiile cel mai puțin dezvoltate conform ECOSOC
     Economiile cel mai puțin dezvoltate în afara domeniului de aplicare al ECOSOC
     Economiile promovate la nivelul de „dezvoltate”

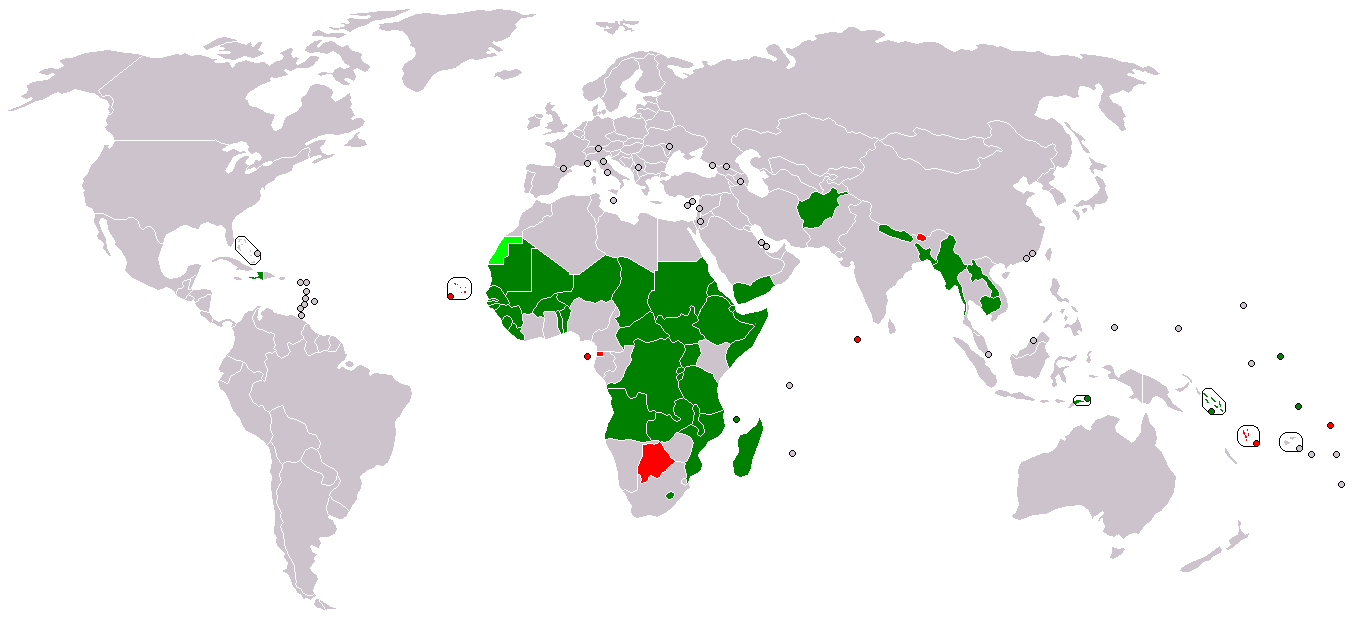
Harta globală a țărilor cel mai puțin dezvoltate
Economiile cel mai puțin dezvoltate conform ECOSOC
Economiile cel mai puțin dezvoltate în afara domeniului de aplicare al ECOSOC
Economiile promovate la nivelul de „dezvoltate”

Harta globală a țărilor nou industrializate}}

Harta globală a țărilor lumii în funcție de PIB (nominal) per locuitor

Dezvoltarea poate fi măsurată prin evaluarea factorilor economici sau umani. Țările în curs de dezvoltare sunt, în general, țări care nu au atins un grad semnificativ de industrializare în raport cu populația lor și au, în majoritatea cazurilor, un nivel de trai mediu spre scăzut. Există o asociere între veniturile mici și creșterea mare a populației. Dezvoltarea unei țări este măsurată utilizând indici statistici precum venitul național brut per locuitor, produsul intern brut per locuitor, speranța de viață, rata de alfabetizare, indicele de libertate și altele. ONU a dezvoltat Indicele dezvoltării umane, un indicator compus al unora dintre statisticile de mai sus, pentru a măsura nivelul de dezvoltare umană pentru țările în care sunt disponibile date. În anul 2007, ONU a stabilit Obiectivele de Dezvoltare ale Mileniului (ODM), prin adoptarea unui plan elaborat de toate țările lumii și de instituțiile de dezvoltare de top, pentru a evalua dezvoltarea. Aceste obiective s-au încheiat în 2015, pentru a fi înlocuite de Obiectivele de dezvoltare durabilă (ODD).
Conceptul de „națiune în curs de dezvoltare” se regăsește, sub un termen sau altul, în numeroase sisteme teoretice cu orientări diverse, de exemplu, teoriile decolonizării[en], teologia eliberării[en], marxism, anti-imperialism[en], teoria modernizării[en], schimbarea socială[en] și economia politică.
Un alt indicator important îl reprezintă schimbările sectoriale care au avut loc de la stadiul de dezvoltare a țării. În medie, țările cu o contribuție de 50% din sectorul secundar (producție) au crescut substanțial. În mod similar, țările cu o dezvoltare solidă a sectorului terțiar (servicii) înregistrează, de asemenea, o rată mai mare de dezvoltare economică.

## Teorii asociate
Termenul de „țară în curs de dezvoltare” este asociat cu numeroase teorii de cercetare (în ordine cronologică):
- teoria modernizării[en] – pentru a explica procesul de modernizare în cadrul societăților,
- teoria dependenței[en] – ideea că resursele curg dintr-o „periferie” a statelor sărace și subdezvoltate către un „nucleu” de state bogate, îmbogățindu-le pe cele din urmă în detrimentul primelor,
- teoria dezvoltării[en] – o colecție de teorii despre modalitatea optimă de schimbare a societății,
- teoria postdezvoltare[en] – care susține că întregul concept și practicile de dezvoltare sunt o reflectare a hegemoniei vest-nord asupra restului lumii.

## Critici
Există critici pentru utilizarea termenului „țară în curs de dezvoltare”. Termenul ar putea implica inferioritatea acestui tip de țară în comparație cu o țară dezvoltată. Ar putea presupune dorința de dezvoltare conform modelului occidental tradițional de dezvoltare economică, pe care unele țări au ales să nu-l urmeze. Au fost propu;i indicatori alternativi precum „fericirea națională brută”.
Una dintre primele critici care au pus sub semnul întrebării folosirea termenilor „țară în curs de dezvoltare” și „țară subdezvoltată” a fost exprimată în 1973 de un istoric și academician proeminent Walter Rodney, care a comparat parametrii economici, sociali și politici dintre Statele Unite și țări din Africa și Asia.
Nu există o convenție stabilită pentru definirea unei „țări în curs de dezvoltare”. Potrivit economistului Jeffrey Sachs, divergențele actuale dintre țările dezvoltate și cele în curs de dezvoltare sunt în mare măsură un fenomen al secolului al XX-lea. Expertul în sănătate globală Hans Rosling a contestat termenii, numind conceptul „învechit”, deoarece termenii sunt folosiți sub condiția că lumea este împărțită în țări bogate și sărace, în timp ce marea majoritate dintre țări au venituri medii. Având în vedere lipsa unei definiții clare, expertul în sustenabilitate Mathis Wackernagel, fondatorul Global Footprint Network, subliniază că etichetarea binară a țărilor nu este „nici descriptivă, nici explicativă”. Wackernagel și Rosling susțin că, în realitate, nu există două tipuri de țări, ci peste 200 de țări care se confruntă cu aceleași legi ale naturii, dar fiecare cu caracteristici unice.
Termenul „în dezvoltare” se referă la o situație actuală și nu la o direcție dinamică sau așteptată de dezvoltare în schimbare. De la sfârșitul anilor 1990, țările identificate de ONU ca țări în curs de dezvoltare au avut tendința de a înregistra rate de creștere mai mari decât cele din categoria țărilor dezvoltate.
Pentru a modera aspectul eufemistic al cuvântului „în curs de dezvoltare”, organizațiile internaționale au început să folosească termenul de „țară mai puțin dezvoltată economic” pentru cele mai sărace națiuni, termen care, în niciun sens, nu poate fi interpretat ca „în curs de dezvoltare”. Acest lucru evidențiază faptul că nivelul de trai în întreaga lume în curs de dezvoltare variază foarte mult.
În 2015, Banca Mondială a declarat că „o împărțire a lumii în țări în curs de dezvoltare și țări dezvoltate” a devenit mai puțin relevantă, datorită îmbunătățirilor la nivel mondial ale indicilor precum ratele mortalității infantile, ratele de fertilitate și ratele sărăciei extreme. În ediția din 2016 a World Development Indicators, Banca Mondială a luat decizia de a nu mai face distincția între țările „dezvoltate” și „în curs de dezvoltare” în prezentarea datelor sale, considerând că distincția cu două categorii este depășită. În consecință, Banca Mondială renunță treptat la utilizarea acelui descriptor. În schimb, rapoartele Băncii Mondiale (cum ar fi World Development Indicators și Global Monitoring Report) includ acum agregări de date pentru întreaga lume, pentru regiuni și pentru grupurile de venit, dar nu pentru „lumea în curs de dezvoltare”.

## Termeni înrudiți
Termenul de „țară cu venituri mici și medii” (Low and middle-income country - LMIC) este adesea folosit în mod alternativ cu cel de „țară în curs de dezvoltare”, dar se referă doar la economia țării respective. Țările cel mai puțin dezvoltate, țările în curs de dezvoltare fără ieșire la mare și statele insulare mici în curs de dezvoltare sunt toate subgrupuri de țări în curs de dezvoltare. Țările de la celălalt capăt al spectrului sunt de obicei denumite „țări cu venituri mari” sau „țări dezvoltate”.

### Sudul global
Țări sau teritorii dezvoltate (FMI)
     Țări sau teritorii în curs de dezvoltare (FMI)
     Țările cel mai puțin dezvoltate (ONU)
     Date indisponibile

Harta globală a economiilor avansate (FMI) și țărilor cel mai puțin dezvoltate (ONU)
Țări sau teritorii dezvoltate (FMI)
Țări sau teritorii în curs de dezvoltare (FMI)
Țările cel mai puțin dezvoltate (ONU)
Date indisponibile
Notă:
Clasificare conform FMI și ONU. Țările în albastru deschis formează „Nordul Global”, celelalte, cu câteva excepții, sunt clasificate ca aparținând „Sudului Global”

Termenul „Sudul global” a început să fie folosit pe scară largă începând cu anul 2004. Poate include și regiunile „sudice” mai sărace ale țărilor „nordice” bogate. Sudul Global cristalizează „istoriile interconectate ale acestor țări în domeniile colonialismului, neo-imperialismului și schimbărilor economice și sociale diferențiate prin care sunt menținute inegalități mari în privința nivelului de trai, speranței de viață și accesului la resurse”.
Conceptul de „Nord global” și „Sud global” (sau „diviziunea Nord-Sud” într-un context global) este folosit pentru a descrie o grupare de țări cu caracteristici socio-economice și politice comune. „Sudul global” este un termen care cuprinde în linii mari țările din Africa, America Latină și Caraibe, Asia (fără Israel, Japonia și Coreea de Sud) și Oceania (fără Australia și Noua Zeelandă), conform Conferinței Națiunilor Unite pentru Comerț și Dezvoltare (UNCTAD). Majoritatea țărilor din Sudul Global se caracterizează prin valori reduse ale venitului național brut, densitate mare a populației, infrastructură deficitară și, adesea, excluziune politică sau  socială. „Sudul global” formează o parte a diviziunii, cealaltă parte este „Nordul Global” (cuprinzând în mare parte America de Nord, Europa, Israel, Japonia, Coreea de Sud, precum și Australia și Noua Zeelandă, conform UNCTAD). Ca atare, termenii Nordul Global și Sudul Global nu se referă la direcțiile cardinale Nord și Sud, întrucât multe dintre țările din Sudul Global sunt situate geografic în emisfera nordică.
Țările dezvoltate sunt considerate parte din „Nordul Global”, în timp ce țările în curs de dezvoltare sunt considerate țări din „Sudul Global”. Termenul, așa cum este folosit de organizațiile guvernamentale și de dezvoltare, a fost introdus pentru prima dată ca o alternativă mai deschisă și neutră la „Lumea a treia”, evitându-se astfel o „apreciere” potențial peiorativă privind țările în curs de dezvoltare. Țările din Sudul Global au fost descrise ca recent industrializate sau în proces de industrializare și sunt adesea foste sau actuale victime ale colonialismului.

„Modelul cu trei lumi” al Războiului Rece (în aprilie-august 1975)
„Prima lume”: țări aliniate la Blocul de Vest (NATO și aliații) condus de Statele Unite
„Lumea a doua”: țări aliniate la Blocul de Est (Pactul de la Varșovia, China și aliații) condus de Uniunea Sovietică
„Lumea a treia”: țările nealiniate, parte a Mișcării de nealiniere și alte țări neutre

     „Prima lume”: țări aliniate la Blocul de Vest (NATO și aliații) condus de Statele Unite
     „Lumea a doua”: țări aliniate la Blocul de Est (Pactul de la Varșovia, China și aliații) condus de Uniunea Sovietică
     „Lumea a treia”: țările nealiniate, parte a Mișcării de nealiniere și alte țări neutre

### Lumea a treia (termen învechit)
Termenul „Lumea a treia" a apărut în timpul Războiului Rece și a fost folosit pentru a defini țările care au rămas nealiniate, nici cu NATO, nici cu Pactul de la Varșovia. Statele Unite, Canada, Japonia, Coreea de Sud, Taiwan, Europa de Vest și aliații lor au reprezentat „Prima Lume”, în timp ce Uniunea Sovietică, China, Cuba, Coreea de Nord, Vietnam și aliații lor reprezentau „Lumea a doua". Această terminologie a oferit o modalitate de a clasifica națiunile Pământului în trei grupuri bazate pe diviziunile politice. Datorită istoriei complexe a semnificațiilor și contextelor în evoluție, nu există o definiție clară sau agreată a Lumii a Treia. Strict vorbind, „Lumea a treia” a fost o grupare politică, mai degrabă decât economică.

## Caracteristici comune

### Guvern, politică și administrație
Multe țări în curs de dezvoltare au obținut autodeterminarea deplină și democrația abia după a doua jumătate a secolului al XX-lea. Multe au fost guvernate de o putere imperială europeană până la decolonizare. Sistemele politice din țările în curs de dezvoltare sunt diverse, dar majoritatea statelor au instituit o anumită formă de guverne democratice până la începutul secolului XXI, cu diferite grade de succes și libertate politică. Locuitorii țărilor în curs de dezvoltare au beneficiat de sistemele democratice mai târziu și mai brusc decât cei din Nordul Global și au fost uneori vizați de eforturile guvernamentale și neguvernamentale de a încuraja participarea. „Cetățenia” efectivă este definită de sociologul Patrick Heller ca: „închiderea decalajului dintre drepturile legale formale în arena civilă și politică și capacitatea reală de a practica în mod semnificativ aceste drepturi".
Dincolo de cetățenie, studiul politicii mobilității transfrontaliere în țările în curs de dezvoltare a influențat, de asemenea, dezbaterile privind migrația, ca un corector al concentrării tradiționale asupra țărilor dezvoltate. Unii specialiști în științe politice identifică o „tipologie a regimurilor privind naționalizarea, dezvoltarea și gestionarea migrației neoliberale” în țările în curs de dezvoltare.

### Economie

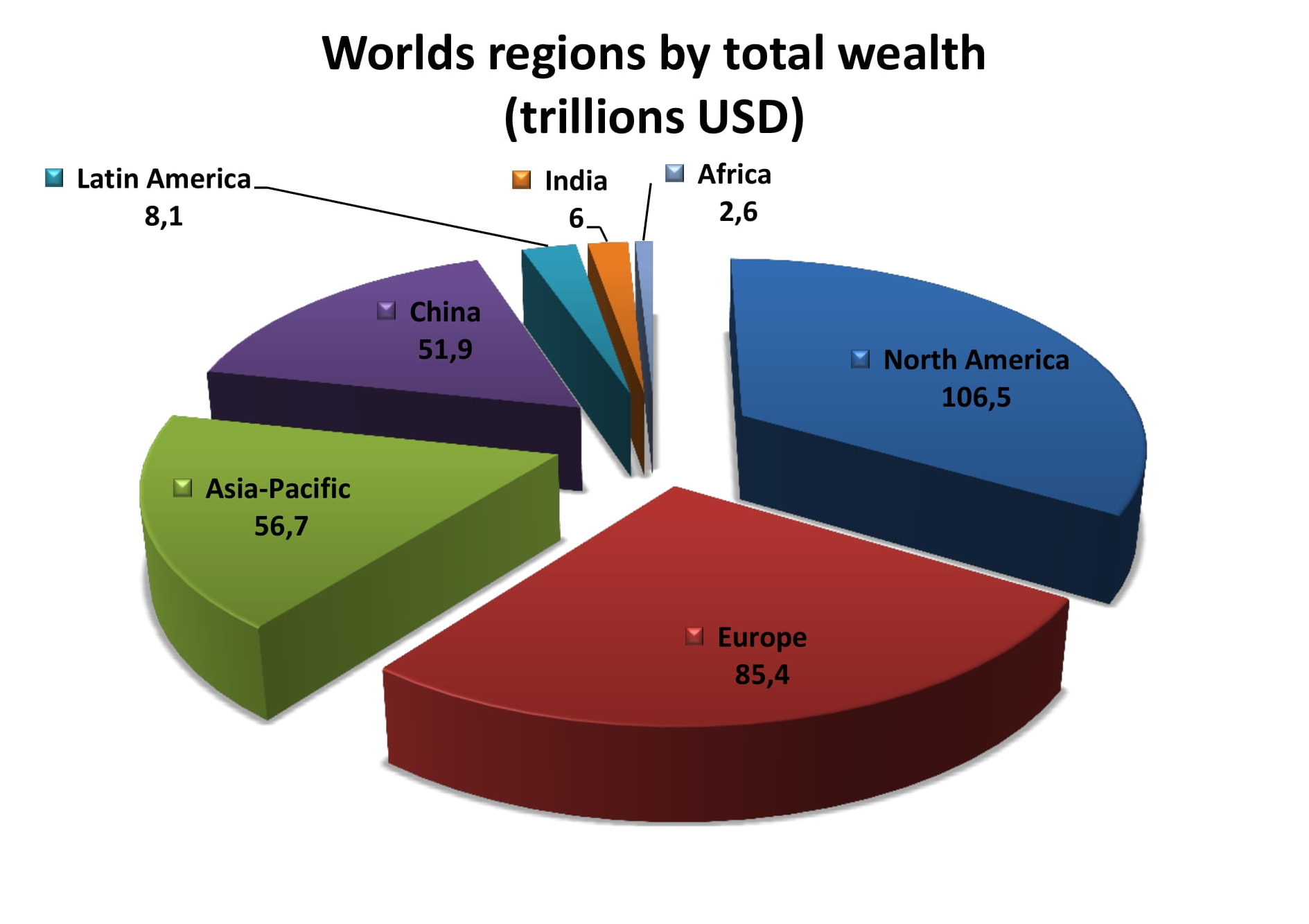
Regiunile lumii după bogăția totală (în trilioane USD), 2018

După câștigarea independenței și decolonizare în secolul al XX-lea, majoritatea țărilor în curs de dezvoltare au avut mare nevoie de o nouă infrastructură, industrie și stimulare economică. Multe s-au bazat pe investiții străine. Această finanțare s-a concentrat pe îmbunătățirea infrastructurii și a industriei, dar a condus la un sistem de exploatare sistemică. Ele au exportat materii prime, cum ar fi cauciuc, la prețuri foarte scăzute. Companiile din lumea occidentală au folosit adesea forța de muncă mai ieftină din țările în curs de dezvoltare pentru producție. Occidentul a beneficiat semnificativ de acest sistem, dar nu și țările în curs de dezvoltare.
Acest aranjament se numește uneori neocolonialism, adică un sistem în care țările dezvoltate profită de țările mai puțin dezvoltate. Nu înseamnă neapărat că fostele colonii sunt încă controlate de fostul lor colonizator, ci este o exploatare de tip colonial. Țările în curs de dezvoltare ajută adesea la dezvoltarea în continuare a țărilor bogate, mai degrabă decât să se dezvolte ele însele. Au fost înființate mai multe instituții cu scopul de a pune capăt acestui sistem. Una dintre aceste instituții este New International Economic Order[en], bazată pe o politică „fără condiții” care promovează țările în curs de dezvoltare să rămână sau să devină autosuficiente, mai precis, prin susținerea suveranității asupra resurselor naturale și industrializării. Coaliții ale națiunilor în curs de dezvoltare, cum ar fi New International Economic Order, fac frecvent lobby pentru paritate pe scena mondială. Ascensiunea Chinei ar putea implica ascensiunea țărilor BRICS

## Provocări specifice
Problemele globale discutate cel mai des de țările în curs de dezvoltare includ globalizarea, guvernanța globală a sănătății, sănătatea și nevoile de prevenire. Acest lucru este în contrast cu problemele pe care națiunile dezvoltate tind să le abordeze, cum ar fi inovațiile în știință și tehnologie
Majoritatea țărilor în curs de dezvoltare au în comun anumite caracteristici:
- niveluri ridicate de sărăcie – măsurate pe baza mediei pe trei ani a venitului național brut per locuitor. De exemplu, dacă valoarea VNB per locuitor este mai mică de 1.025 USD (din 2018), țara este considerată o „țară cel mai puțin dezvoltată[65]”,
- resurse umane precare (pe baza indicatorilor de nutriție, sănătate, educație și alfabetizare a adulților),
- vulnerabilitate economică[en] (bazat pe instabilitatea producției agricole, instabilitatea exporturilor de bunuri și servicii, importanța economică a activităților netradiționale, concentrarea exporturilor de mărfuri, handicapul dimensiunii economice și procentul populației strămutate ca urmare a dezastrelor naturale). Printre alte provocări, țările în curs de dezvoltare prezintă un risc mai mare de a suferi o criză a balanței de plăți[66].

### Mahalale urbane
Conform Programului Națiunilor Unite pentru Așezările Umane (United Nations Human Settlements Programme - UN-Habitat), aproximativ 33% din populația urbană din lumea în curs de dezvoltare în 2012 (aproximativ 863 de milioane de oameni) trăia în mahalale. În 2012, proporția populației urbane care trăia în mahalale a fost cea mai mare în Africa Subsahariană (62%), urmată de Asia de Sud (35%), Asia de Sud-Est (31%) și Asia de Est (28%):127.
Mahalalele se formează și se dezvoltă în diferite părți ale lumii din motive diferite. Cauzele includ migrația rapidă de la rural la oraș, stagnarea economică și recesiunea, șomajul ridicat, sărăcia, economia informală, acumularea forțată sau manipulată a populației, planificare urbană slabă, politică, dezastre naturale și conflicte sociale. De exemplu, pe măsură ce populația se extinde în țările mai sărace, locuitorii din mediul rural se mută în orașe în urma unei migrații urbane extinse care are ca rezultat crearea de mahalale
În unele orașe, în special în țările din Asia de Sud și Africa Subsahariană, mahalalele nu sunt doar cartiere periferice care adăpostesc o populație redusă, mahalalele sunt larg răspândite și găzduiesc o mare parte a populației urbane. Acestea sunt uneori numite „orase mahala”, concentrând atenția specialiștilor din urbanism pentru o transformare benefică deopotrivă pentru rezidenți și pentru orașe în ansamblu.

### Violența împotriva femeilor

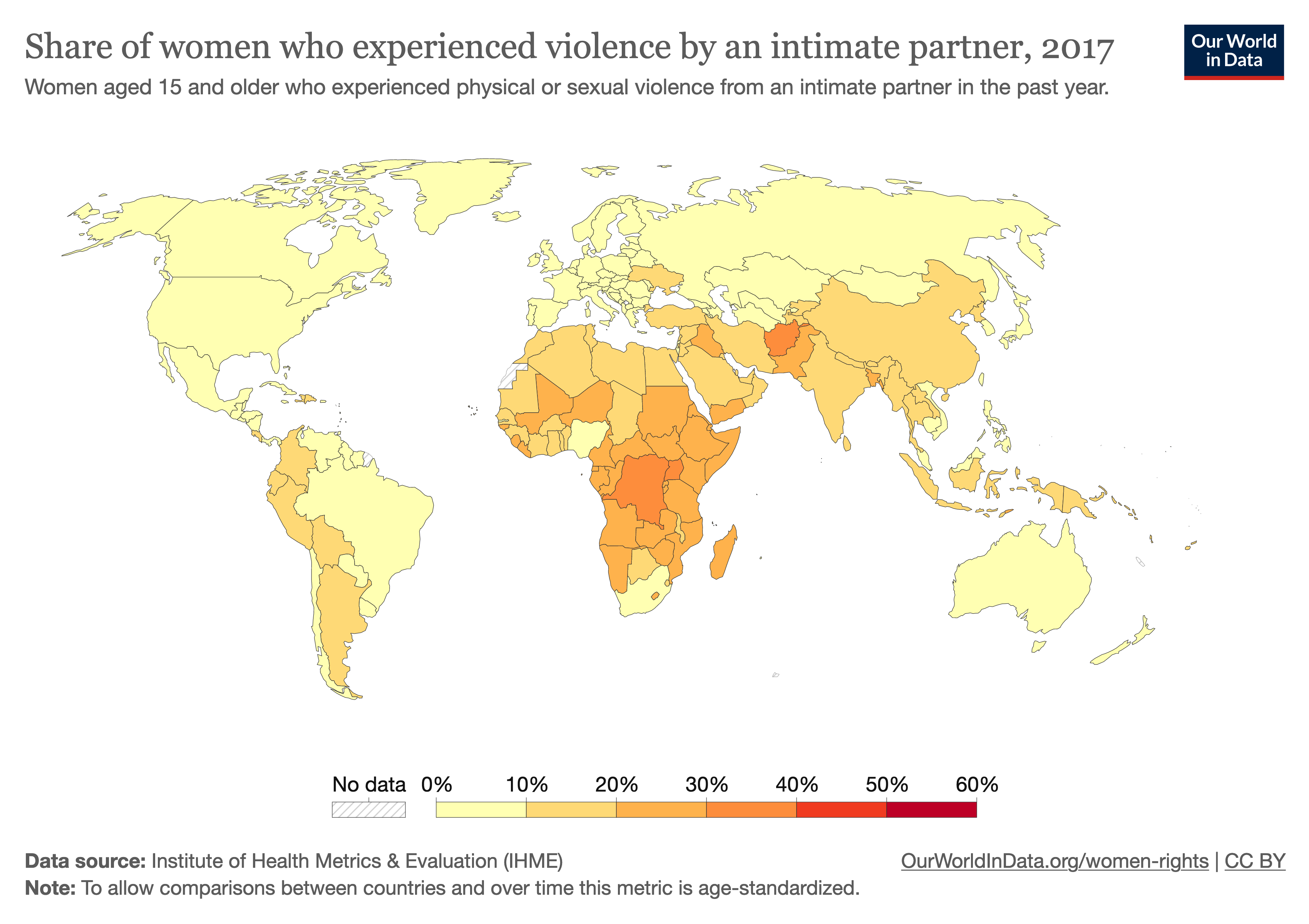
Ponderea femeilor de peste 14 ani care au suferit o formă de violență din partea partenerului intim

Violența împotriva femeilor, sub diferite forme, este mai răspândită în țările în curs de dezvoltare decât în alte părți ale lumii. „Stropirea cu acid[en]” este asociată cu Asia de Sud-Est, inclusiv cu Cambodgia. „Uciderea din motive de onoare” este asociată cu Orientul Mijlociu și Subcontinentul Indian. „Căsătoria prin răpire[en]” se găsește în Etiopia, Asia Centrală și Caucaz. Abuzurile legate de plata „prețului miresei[en]” (cum ar fi violența, traficul de persoane și căsătoria forțată) este legat de părți din Africa Subsahariană și Oceania
Mutilarea genitală feminină (Female genital mutilation - MGF)[en] este o altă formă de violență împotriva femeilor care încă are loc în multe țări în curs de dezvoltare. Se găsește mai ales în Africa și, într-o măsură mai mică, în Orientul Mijlociu și în alte părți ale Asiei. Se estimează că 200 de milioane de fete și femei din întreaga lume au suferit o formă de mutilare genitală feminină, multe înainte de împlinirea vârstei de 15 ani. Conform unui raport UNICEF, în anul 2013, țările în curs de dezvoltare cu cea mai mare rată a femeilor care au fost mutilate erau Somalia (cu 98% dintre femei afectate), Guineea (96%), Djibouti (93%), Egipt (91%), Eritreea (89%), Mali (89%), Sierra Leone (88%), Sudan (88%), Gambia (76%), Burkina Faso (76%) și Etiopia (74%). Din cauza globalizării și imigrației, practica se răspândește dincolo de granițele Africii, Asiei și Orientului Mijlociu și în țări precum Australia, Belgia, Canada, Franța, Noua Zeelandă, SUA și Marea Britanie.

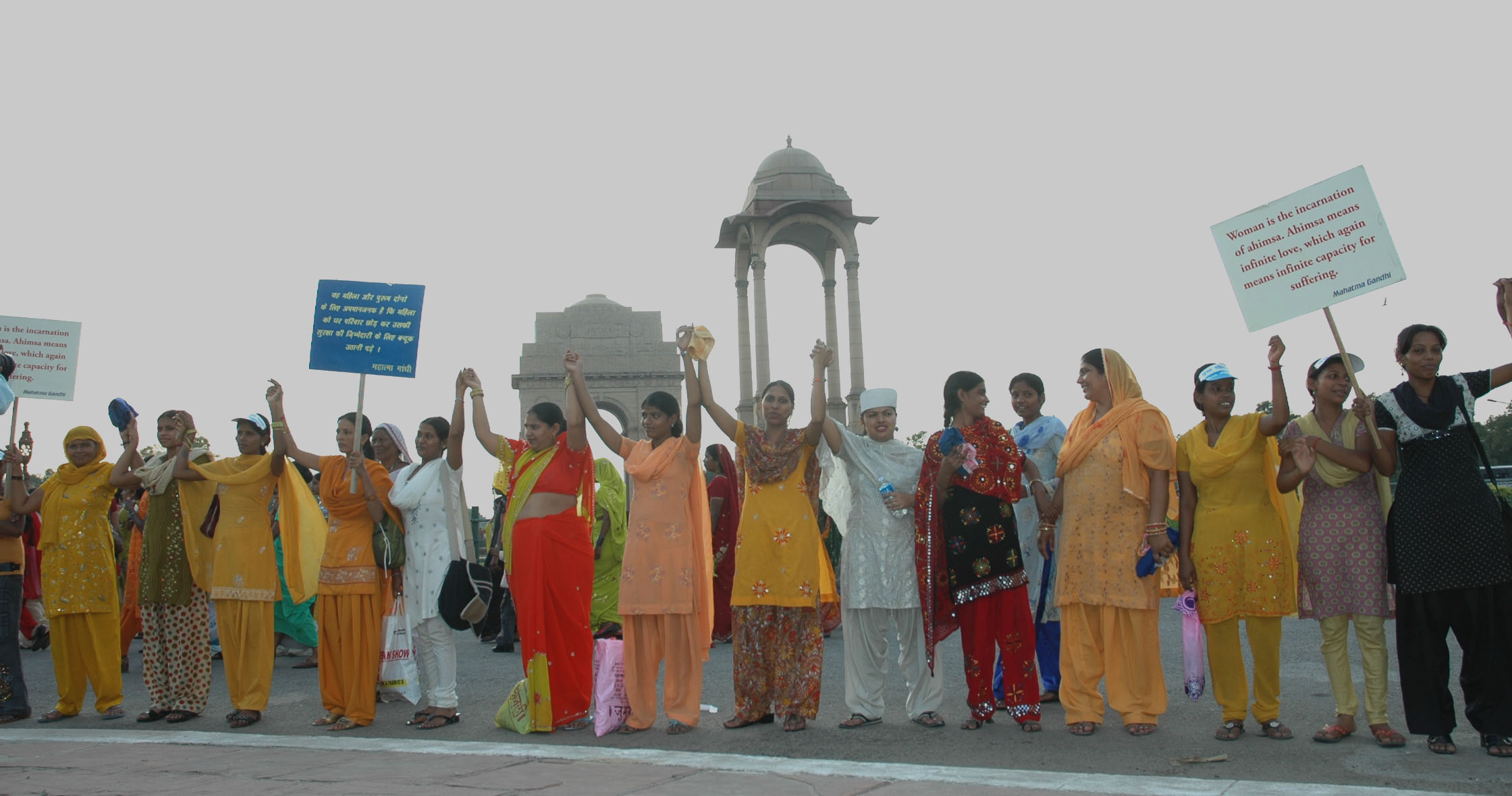
Lanț uman la Poarta Indiei format de femei din diferite categorii sociale, la lansarea unei campanii naționale de prevenire a violenței împotriva femeilor, New Delhi, India

Convenția de la Istanbul a interzis mutilarea genitală feminină (articolul 38), iar practica a fost oficial interzisă în multe țări africane. În 2022, a fost lansată Faza a IV-a (2022-2030) a Programului comun UNFPA-UNICEF privind eradicarea mutilării genitale feminine: îndeplinirea promisiunii globale de a pune capăt mutilării genitale feminină până în 2030, deoarece policriza globală a generat șocuri și stresuri noi și intensificate. Programul comun a condus la obținerea de rezultate impresionante în 17 țări: Burkina Faso, Djibouti, Egipt, Eritreea, Etiopia, Gambia, Guineea, Guineea-Bissau, Kenya, Mali, Mauritania, Nigeria, Senegal, Somalia, Sudan, Uganda și Yemen, chiar dacă policriza globală a blocat progresul în unele contexte.
Conform UN Women, se estimează că aproximativ o treime (736 de milioane) dintre femeile din întreaga lume au suferit o formă de violență fizică sau sexuală, fie din  partea partenerului intim, fie din partea unui non-partener (fără a include eventuale cazuri de hărțuire sexuală) la un anumit moment din viața lor. Dovezile arată că femeile care au suferit o formă de violență fizică sau sexuală din partea partenerului intim raportează rate mai mari de depresie, s-au confruntat cu o sarcină nedorită sau au efectuat un avort ori s-au contaminat cu HIV sau o boală cu transmitere sexuală, în comparație cu femeile care nu au experimentat niciun fel de violență fizică sau sexuală.
Datele din Orientul Mijlociu și Africa de Nord arată că bărbații care au fost martori ai agresivității taților lor împotriva mamei lor și bărbații care au suferit o formă de violență în copilărie, cel mai probabil au raportat că au comis violență în relațiile cu partenerul intim în relațiile lor ca adulți

### Asistență medicală și sănătate publică
sub 2,5%
     2,5% – 5,0%
     5,0% – 14,9%
     15,0% – 24,9%
     25,0% – 34,9%
     peste 35,0%
     date indisponibile

Ponderea populației subnutrite în funcție de țară, Programul Alimentar Mondial, 2020
sub 2,5%
2,5% – 5,0%
5,0% – 14,9%
15,0% – 24,9%
25,0% – 34,9%
peste 35,0%
date indisponibile

Starea asistenței medicale la care poate avea acces publicul larg este substanțial diferită între țările în curs de dezvoltare și țările dezvoltate. Oamenii din țările în curs de dezvoltare au, de obicei, o speranță de viață mai mică decât oamenii din țările dezvoltate, reflectând atât niveluri mai scăzute ale veniturilor, cât și sănătate publică mai precară. Povara bolilor infecțioase, mortalitatea maternă, mortalitatea infantilă și mortalitatea copiiilor sub 5 ani înregistrează de obicei rate substanțial mai mari în aceste țări. Țările în curs de dezvoltare au, de asemenea, rate mai reduse în privința accesului la serviciile medicale de sănătate și este mai puțin probabil să aibă resurse pentru a cumpăra, produce și administra vaccinuri, chiar dacă echitatea în privința vaccinării la nivel mondial este importantă pentru combaterea pandemiilor, cum ar fi COVID-19.
Subnutriția este mai frecventă în țările în curs de dezvoltare. Anumite grupuri au rate mai mari de subnutriție, inclusiv femeile, în special în perioada de sarcină sau alăptare, copiii sub cinci ani și vârstnicii. Subnutriția la copii și deficitul de creștere în înălțime la copii este cauza pentru care mai mult de 200 de milioane de copii sub cinci ani din țările în curs de dezvoltare nu își ating potențialul de dezvoltare. Se estimează că aproximativ 165 de milioane de copii sufereau de deficit de creștere în înălțime din cauza malnutriției în 2013. În unele țări în curs de dezvoltare, supranutriția sub formă de obezitate începe să se manifeste în aceleași comunități ca și subnutriția.

### Apă, canalizare, igienă (WASH)
Accesul la servicii de apă, canalizare și igienă (WAter, Sanitation and Hygiene - WASH) este la niveluri foarte scăzute în multe țări în curs de dezvoltare. În 2015, Organizația Mondială a Sănătății a estimat că „una din trei persoane, sau 2,4 miliarde, nu aveau acces la o instalație de canalizare”, în timp ce 663 de milioane de oameni nu aveau acces la apă potabilă sigură și curată. Estimarea din 2017 realizată de Programul comun de monitorizare pentru aprovizionare cu apă și canalizare (Joint Monitoring Programme for Water Supply and Sanitation - JMP) afirmă că 4,5 miliarde de oameni nu aveau acces la sisteme sanitare gestionate în siguranță. Majoritatea acestor oameni trăiesc în țări în curs de dezvoltare.
Aproximativ 892 de milioane de oameni sau 12% din populația globală au practicat defecarea în aer liber în loc să folosească toalete în 2016. 678 de milioane (76%) dintre cele 892 de milioane de persoane din lume care practică defecarea în aer liber trăiesc în doar șapte țări. Țările cu un număr mare de oameni care își fac nevoile în mod deschis sunt India (348 milioane), urmată de Nigeria (38,1 milioane), Indonezia (26,4 milioane), Etiopia (23,1 milioane), Pakistan (19,7 milioane), Niger (14,6 milioane) și Sudan (9,7 milioane).
ODD 6 - Apă curată și canalizare, unul dintre cele 17 Obiective de Dezvoltare Durabilă stabilite de ONU în 2015, monitorizează accesul la apă curată și canalizare pentru toți oamenii, la nivel global. Acest lucru este relevant în special pentru oamenii din țările în curs de dezvoltare. Ratele de defecare în aer liber au scăzut constant. Între 2000 și 2022, numărul persoanelor care practică defecarea în aer liber a scăzut de la 1,3 milioane la 419 milioane, reducându-se cu peste două treimi. În 2022, existau încă 36 de țări cu rate de defecare în aer liber între 5% și 25%. În 13 țări, mai mult de unul din patru oameni încă practică defecarea în aer liber.

### Energie

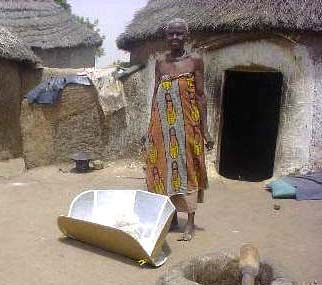
Cuptoarele solare folosesc energia soarelui ca sursă pentru gătitul în aer liber

În 2009, aproximativ 1,4 miliarde de oameni din lume trăiau fără electricitate. 2,7 miliarde se bazau pe lemn, cărbune și bălegar pentru a-și asigura nevoile energetice ale casei. Această lipsă de acces la tehnologia energetică modernă limitează generarea de venituri, reduce șansele de a scăpa de sărăcie, afectează sănătatea oamenilor din cauza poluării aerului din interior și contribuie la distrugerea pădurilor și la încălzirea globală. Tehnologiile de energie regenerabilă la scară mică și opțiunile de generare distribuită, cum ar fi energia solară generată la fața locului și cuptoarele solare îmbunătățite, asigură gospodăriilor rurale servicii energetice moderne.
Energia regenerabilă poate fi deosebit de potrivită pentru țările în curs de dezvoltare. În zonele rurale și izolate, transportul și distribuția energiei generate din combustibili fosili pot fi dificile și costisitoare. Producerea locală de energie regenerabilă poate constitui o alternativă viabilă. Energia regenerabilă poate contribui direct la atenuarea sărăciei, furnizând energia necesară pentru crearea de afaceri și locuri de muncă. Tehnologiile de energie regenerabilă pot, de asemenea, să aducă contribuții indirecte la atenuarea sărăciei prin furnizarea de energie pentru gătit, încălzirea spațiului și iluminat. Totuși, în ritmul actual, aproximativ 660 de milioane de oameni nu vor avea în continuare acces la electricitate și aproape 2 miliarde de oameni se vor baza în continuare pe combustibili și tehnologii poluante pentru gătit până în 2030. 
În 2022, sursele regenerabile reprezentau aproape 30% din necesarul de energie în sectorul producției de energie electrică, dar provocările rămân în sectoarele de încălzire și transport. Țările în curs de dezvoltare înregistrează o creștere anuală de 9,6% a instalațiilor de energie regenerabilă, dar, în ciuda nevoilor enorme, fluxurile financiare internaționale pentru energie curată continuă să scadă.
Accesul la energie electrică a crescut de la 73% în 1998, la 87% în 2015, la 90% în 2020 și la 91% în 2021, dar aproximativ 675 de milioane de oameni, în principal din țările cel mai puțin dezvoltate și din Africa subsahariană, rămân fără acces la electricitate. În 2021, 71% din populația globală a avut acces la combustibili și tehnologii curate pentru gătit, în creștere față de 64% în 2015. Regiunea cu cele mai scăzute rate de acces a fost Africa subsahariană, unde progresul către gătit curat nu a reușit să țină pasul cu creșterea populației, lăsând un total de 0,9 miliarde de oameni fără acces la combustibili și tehnologii curate pentru gătit în 2021.

### Poluare

#### Poluarea apei

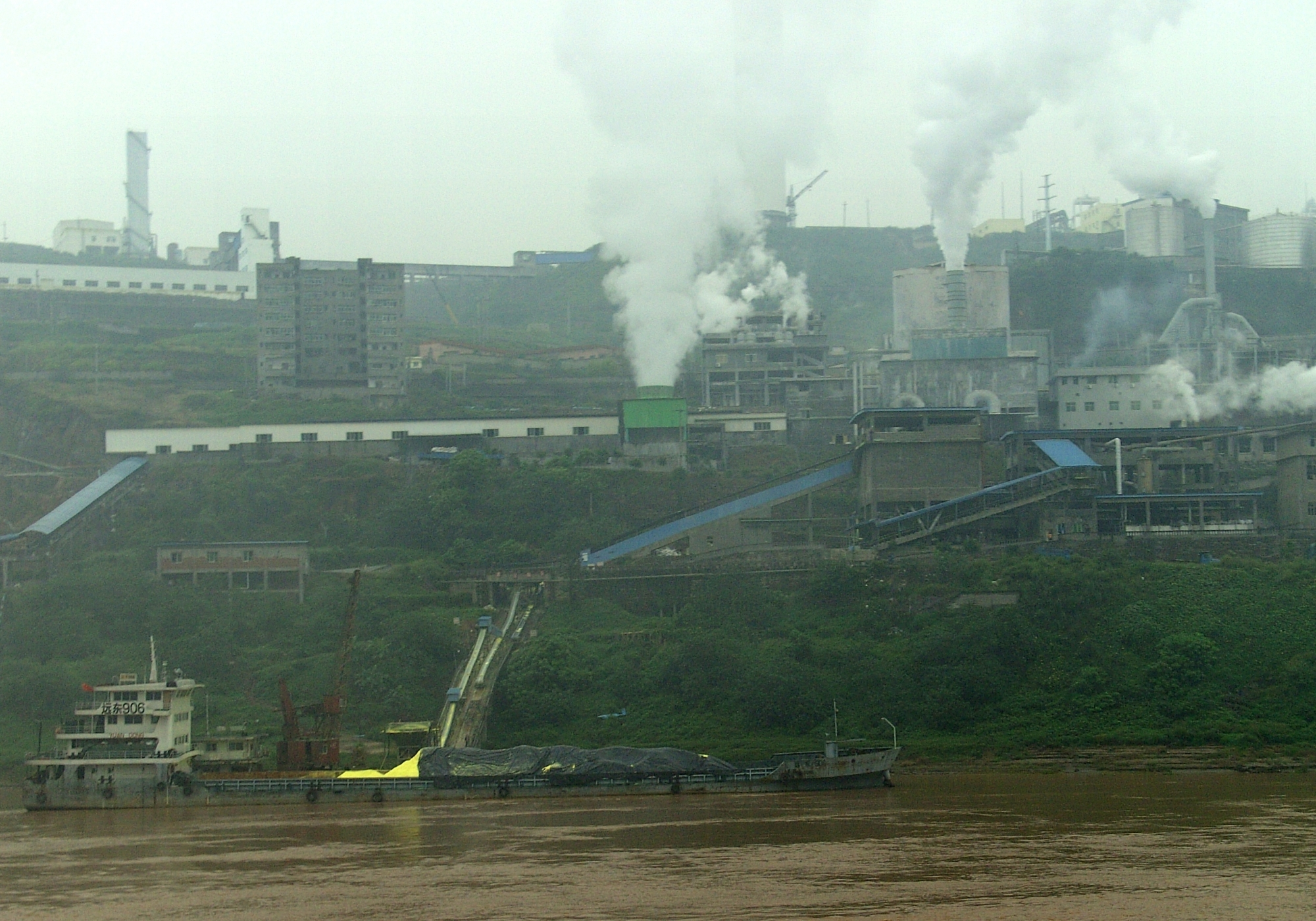
Fabrică din China, pe malul râului Yangtze, care provoacă poluarea aerului

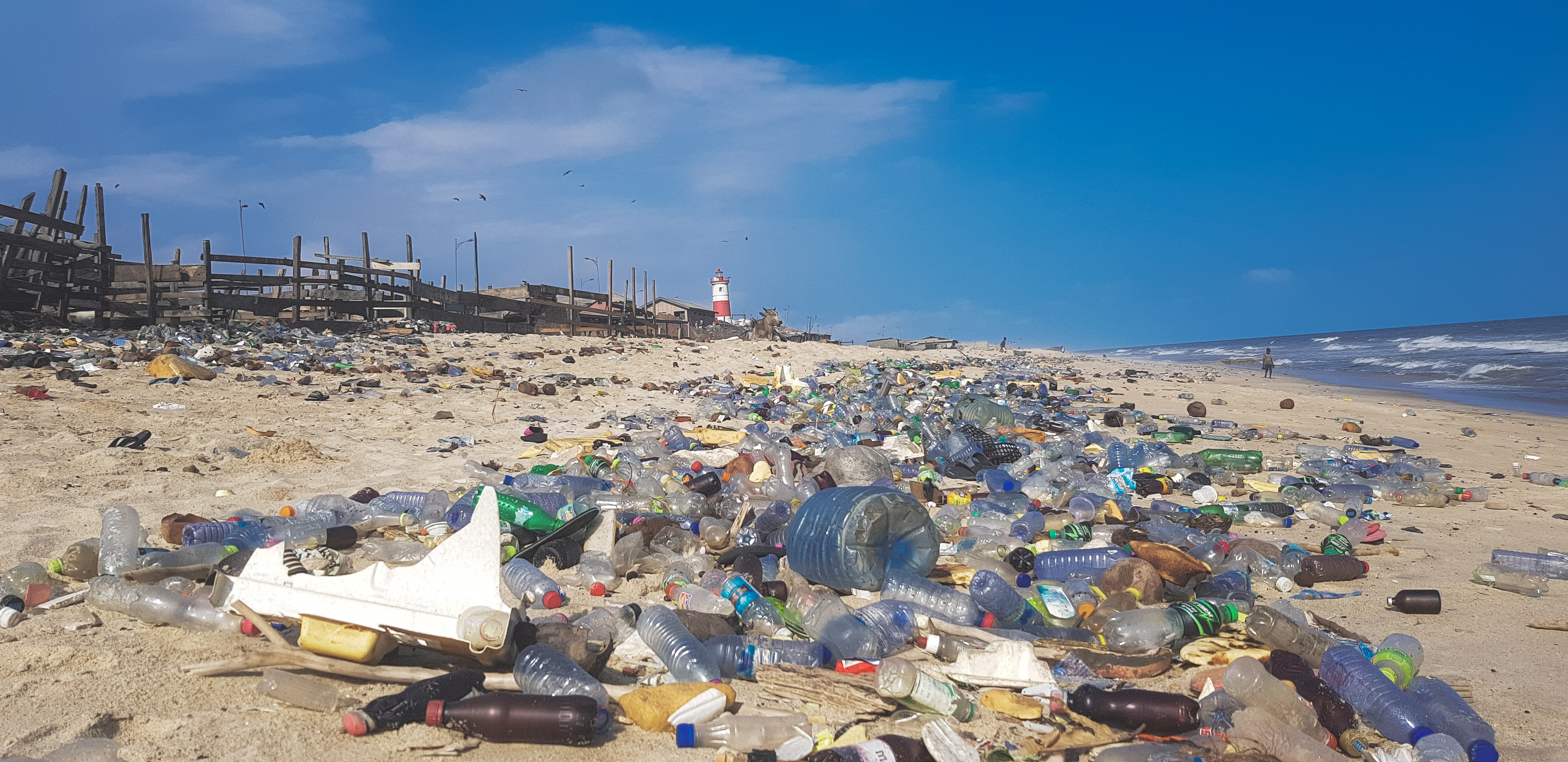
Resturi din plastic pe o plajă de lângă Accra, Ghana

Poluarea apei este o problemă majoră în multe țări în curs de dezvoltare, necesitând evaluarea și revizuirea continuă a politicii privind resursele de apă la toate nivelurile (acvifere și foraje de la nivel internațional până la nivel individual). Potrivit unui studiu publicat în The Lancet, poluarea apei a provocat 1,8 milioane de decese în 2015. În fiecare an, apa nesigură îmbolnăvește aproximativ 1 miliard de oameni.
În 2022, la nivel global, cel puțin 1,7 miliarde de oameni utilizau o sursă de apă potabilă contaminată cu fecale. Contaminarea microbiană a apei de băut ca urmare a contaminării cu fecale prezintă cel mai mare risc pentru siguranța apei de băut. Apa potabilă contaminată microbiologic poate transmite boli precum diareea, holera, dizenteria, tifoida și poliomielita și se estimează că provoacă aproximativ 505.000 de decese prin diaree în fiecare an.

#### Poluarea aerului din interior
Poluarea aerului interior în țările în curs de dezvoltare este un pericol major pentru sănătate. O sursă majoră de poluare a aerului interior în țărilor în curs de dezvoltare este arderea biomasei.
În 2022, peste 2,3 miliarde de oameni din țările în curs de dezvoltare găteau în mod obișnuit cu combustibili precum lemn, bălegar uscat, cărbune sau kerosen. Arderea acestor tipuri de combustibili în focare deschise sau sobe tradiționale provoacă poluarea aerului casnic, rezultând anual aproximativ 3,7 milioane de decese și contribuind la diferite probleme de sănătate, economice și de mediu.
În fiecare an, 3,2 milioane de oameni mor prematur din cauza bolilor cauzate de poluarea aerului casnic cauzată de arderea incompletă a combustibililor solizi și a kerosenului utilizat pentru gătit. Particulele și alți poluanți din poluarea aerului casnic inflamează căile respiratorii și plămânii, afectează răspunsul imunitar și reduc capacitatea sângelui de a transporta oxigen. Femeile și copiii, de obicei responsabili de treburile casnice, cum ar fi gătitul și colectarea lemnului de foc, suportă cea mai mare povară pentru sănătate din cauza utilizării combustibililor și tehnologiilor poluante în case.
Poluarea aerului interior a provocat pierderea a aproximativ 86 de milioane de ani de viață sănătoși în 2019, cea mai mare pondere revenind femeilor care trăiesc în țările cu venituri mici și medii. Aproape jumătate din toate decesele cauzate de infecțiile respiratorii în rândul copiilor sub 5 ani sunt cauzate de inhalarea de particule (funingine) din cauza poluării aerului casnic.

### Schimbările climatice

Sursa: Institutul Goddard pentru Studii Spațiale

Comisia Interguvernamentală pentru Schimbări Climatice (Intergovernmental Panel on Climate Change - IPCC) a confirmat că încălzirea sistemului climatic cauzată de intervenția umană este „fără echivoc”. Efectele schimbărilor climatice vor fi resimțite pe tot globul și vor avea ca rezultat evenimente precum evenimente meteorologice extreme, secete, inundații, pierderea biodiversității, boli și creșterea nivelului mării, care sunt periculoase pentru societăți și mediu.
Schimbările climatice reprezintă cea mai mare amenințare existențială a planetei noastre. Consecințele creșterii temperaturilor globale includ colapsul masiv al agriculturii și pescuitului, dispariția a sute de mii de specii și zone întinse care vor deveni nelocuibile.
Criza climatică exacerbează inechitățile existente. Deși națiunile bogate sunt responsabile de cea mai mare parte a emisiilor istorice de gaze cu efect de seră, țările în curs de dezvoltare ar putea să nu aibă resursele necesare pentru a se adapta și vor suporta greul crizei climatice. În unele cazuri, națiunile insulare joase, precum multe din Pacific, pot înceta să mai existe înainte ca economiile dezvoltate să reducă semnificativ emisiile de carbon.
În viitorul apropiat, între 2030 și 2050, se preconizează că schimbările climatice vor provoca încă 250.000 de decese pe an din cauza malnutriției, bolilor transmise de insecte și stresului termic. Banca Mondială estimează că schimbările climatice ar putea cauza strămutarea a mai mult de 140 de milioane de oameni din Africa subsahariană, Asia de Sud și America Latină până în 2050.
Raportul privind amenințările ecologice (Ecological Threat Report - ETR) al Forumului Economic Mondial din 2023 analizează care țări sunt cel mai expuse riscului de rezultate catastrofale din cauza amenințărilor ecologice. Raportul se concentrează pe patru amenințări diferite: securitatea alimentară, dezastrele naturale, creșterea populației și stresul hidric. Au fost identificate 27 de zone critice, cu o populație totală de 768 de milioane de oameni, caracterizate de o combinație de rezistență societală scăzută și risc ridicat de amenințări ecologice. Dintre cele 27, opt țări au înregistrat scoruri catastrofale pentru toate cele patru categorii: Burundi, Republica Centrafricană, Ciad, Republica Congo, Somalia, Sudanul de Sud, Uganda și Yemen, unde trăiesc aproximativ 146 de milioane de oameni.
În timpul Conferinței ONU privind schimbările climatice din 2015 de la Paris (COP21), Banca Europeană de Investiții s-a angajat să asigure o finanțare anuală de 20 de miliarde de dolari pentru situația de urgență climatică. „Când ne gândim la mijloacele de trai expuse riscului de impactul schimbărilor climatice, știm că oamenii care trăiesc în țările în curs de dezvoltare, și în special țările cel mai puțin dezvoltate și statele insulare mici, au adesea cele mai puține resurse financiare pentru a se adapta”, a declarat Nancy Saich, expertul șef în schimbări climatice al Băncii Europene de Investiții. După 2012, BEI a asigurat 170 de miliarde de euro ca finanțare pentru climă, prin care a sprijinit proiecte în valoare de peste 600 de miliarde de euro din Europa și din întreaga lume, pentru a reduce emisiile și a ajuta oamenii să se adapteze la schimbările climatice și la pierderea biodiversității. În 2020, BEI a adoptat „Foaia de parcurs 2021-2025 a Băncii pentru Climă a Grupului BEI” (The EIB Group Climate Bank Roadmap 2021-2025), angajându-se să asigure investiții de 1 trilion de euro în acțiunea climatică și durabilitatea mediului în perioada 2021-2030, sprijinind societățile să se adapteze la schimbările climatice prezente și să facă economiile mai rezistente la problemele viitoare.

#### Impact
Accelerarea schimbărilor climatice are efecte negative asupra sănătății umane, a dezvoltării și securității. Impacturile pot varia semnificativ în funcție de sector, locație și perioada de timp luate în considerare. Numeroase studii explorează impactul temperaturilor mai ridicate asupra performanței economice, efectele nocive ale schimbărilor climatice fiind deja vizibile, dezastrele naturale sunt mai frecvente și catastrofale, iar țările în curs de dezvoltare sunt mai vulnerabile, potrivit Declarației de la Johannesburg privind dezvoltarea durabilă. Deși schimbările climatice sunt un fenomen la nivel mondial, oamenii săraci și țările sărace sunt afectate mai grav de efectele sale negative. Conform Comisiei Interguvernamentale pentru Schimbări Climatice, schimbările progresive vor duce la temperaturi generale mai ridicate și la modificarea ciclului apei, ceea ce va conduce la o ridicare a nivelului mării și o deplasare a zonelor climatice. Aceste efecte includ producții agricole mai scăzute, evenimente meteorologice extreme, cum ar fi secete și inundații și vulnerabilități crescute. Doar în anul 2019, deplasările populațiilor legate de schimbările climatice au însumat 24,9 milioane de persoane. Atunci când astfel de deplasări au loc în state fragile, ele nu doar creează provocări în materie de securitate națională și dezvoltare, ci amenință și securitatea internațională. Dacă nu sunt controlate, schimbările climatice au potențialul de a inversa anii de progres în domeniul dezvoltării durabile și de a alimenta conflicte violente.
Organizații care reprezintă 90 de țări declară că planurile lor de prevenire a pagubelor au fost deja depășite de amploarea dezastrelor induse de climă, care se intensifică și au loc mai regulat. "Trebuie să ne adaptăm planurile la agravarea crizei climatice. Planurile noastre existente nu sunt suficiente pentru a ne proteja oamenii", spune Sonam Wangdi, președintele Grupului ONU al țărilor cel mai puțin dezvoltate privind schimbările climatice. 
În 2020, Caraibe a înregistrat un record de 30 de furtuni tropicale, inclusiv șase uragane majore. În cazul altor state insulare vulnerabile, precum Antigua și Barbuda, experții au constatat că multe clădiri nu au putut rezista vântului intens pe care aceste furtuni le-au adus, țările insulare din Pacific fiind lovite de trei cicloane între jumătatea anului 2020 și luna ianuarie 2021. În Uganda, comunitățile au încercat să se protejeze de alunecări de teren și inundații prin săparea de canale și plantarea de copaci, pentru a preveni eroziunea solului.
Un studiu al Institutului Internațional pentru Mediu și Dezvoltare (International Institute for Environment and Development - IIED), publicat în iulie 2021, sugerează că cele 46 de țări cel mai puțin dezvoltate din lume nu au mijloacele financiare pentru a „rezista la schimbările climatice”. IIED consideră că aceste țări au nevoie de cel puțin 40 de miliarde de dolari pe an pentru planurile lor de adaptare. Dar, în perioada 2014-2018, au primit doar 5,9 miliarde de dolari ca finanțare pentru adaptare. În conformitate cu Convenția ONU privind clima, UE și 23 de țări dezvoltate s-au angajat să pună la dispoziție 100 de miliarde de dolari în fiecare an pentru finanțarea proiectelor legate de climă în țările în curs de dezvoltare - cum ar fi scheme de reducere a emisiilor și adaptare pentru a atenua daunele cauzate de dezastrele provocate de vreme. Din 2020, acești bani sunt transferați prin Fondul Verde pentru Climă (Green Climate Fund), Fondul Global pentru Mediu (Global Environment Facility) și alte astfel de agenții. Totuși, țările în curs de dezvoltare susțin că promisiunea a fost în mare parte nerespectată. Un raport al Organizației pentru Cooperare și Dezvoltare Economică a arătat că țările dezvoltate au pus la dispoziție aproape 80 de miliarde de dolari în 2018 ca finanțare totală pentru schimbările climatice, dar a constatat că doar 21% din acești bani au fost destinați adaptării la impactul climatic, în timp ce majoritatea au fost direcționați către reducerea emisiilor de carbon.
Conform Organizației Națiunilor Unite, rezolvarea problemelor majore cauzate de schimbările climatice va fi posibilă numai dacă sunt îndeplinite Obiectivele de dezvoltare durabilă (ODD) adoptate în anul 2015, în special ODD 13 privind acțiunea climatică.

### Creșterea populației

Harta globală a țărilor și teritoriilor după rata de fertilitate

În ultimele decenii, creșterea populației globale a fost în mare măsură determinată de țările în curs de dezvoltare, adesea rata natalității în aceste țări fiind mai mare decât cea din țările dezvoltate. Potrivit Națiunilor Unite, planificarea familială poate ajuta la încetinirea creșterii populației și la reducerea sărăciei în aceste țări.
Conflictele violente între păstori și fermieri din Nigeria, atacurile din martie 2019 împotriva păstorilor Fulani din Mali, conflictele nomade din Sudan și alte conflicte din țările din regiunea Sahel au fost agravate de schimbările climatice, degradarea terenurilor și creșterea populației. Seceta și penuria de alimente au fost, de asemenea, legate de conflictele din Mali, Burkina Faso și Niger.

### Slaba guvernanță
Multe țări în curs de dezvoltare sunt considerate democrații viciate sau regimuri autoritare de către „indicii democrației”, cum ar fi V-Dem și Indexul democrației The Economist. După decolonizare și obținerea independenței, elitele au deținut adesea un control oligarhic asupra guvernului. Stabilirea unui stat democratic sănătos a fost adesea împiedicată de corupție și nepotism pe scară largă și de ratele scăzute de încredere și participare la procesul democratic. Instabilitatea politică și corupția politică reprezintă  probleme comune țărilor în curs de dezvoltare. 

## Oportunități
- Capitalul uman
- Politica comercială: țările cu politici mai restrictive nu au crescut la fel de repede ca țările cu politici comerciale deschise și mai puțin distorsionate[119][120]
- Investiții: Investițiile au un efect pozitiv asupra dezvoltării[119]
- Educația[121]
- Ajutorul pentru comerț (Aid for Trade): inclus în Obiectivul de Dezvoltare Durabilă 8, Ținta 8.a.1. Creșterea ajutorului pentru comerț este o inițiativă care ajută țările în curs de dezvoltare să practice comerțul și să beneficieze de rezultatele sale. Ajutorul pentru comerț are rolul de a sprijini țările în curs de dezvoltare în programe legate de comerț, de a acorda prioritate comerțului și capacității comerciale, de a îmbunătăți performanța comercială și de a reduce sărăcia[122]
- Parteneriatul global: o prevedere din Obiectivul de Dezvoltare Durabilă 17 care pledează pentru investiții internaționale și sprijin pentru realizarea dezvoltării tehnologice inovatoare, acces la piață și comerț echitabil pentru țările în curs de dezvoltare[123]

## Liste de țări în funcție de gradul de dezvoltare

### Țări emergente și în curs de dezvoltare conform Fondului Monetar Internațional
Economiile emergente și în curs de dezvoltare conform bazei de date a Fondului Monetar Internațional World Economic Outlook din aprilie 2023
- Afganistan
- Albania
- Algeria
- Angola
- Antigua și Barbuda
- Argentina
- Armenia
- Azerbaidjan
- Bahamas
- Bahrain
- Bangladesh
- Barbados
- Belarus
- Belize
- Benin
- Bhutan
- Bolivia
- Bosnia și Herțegovina
- Botswana
- Brazilia
- Brunei
- Bulgaria
- Burkina Faso
- Burundi
- Cambodgia
- Camerun
- Capul Verde
- Republica Centrafricană
- Ciad
- China
- Chile
- Columbia
- Comore
- Republica Democratică Congo
- Congo
- Costa Rica
- Coasta de Fildeș
- Djibouti
- Dominica
- Republica Dominicană
- Ecuador
- Egipt
- El Salvador
- Guineea Ecuatorială
- Eritreea
- Eswatini (Swaziland)
- Etiopia
- Fiji
- Gabon
- Gambia
- Georgia
- Ghana
- Grenada
- Guatemala
- Guineea
- Guineea-Bissau
- Guyana
- Haiti
- Honduras
- Ungaria
- India
- Indonezia
- Iran
- Irak
- Jamaica
- Iordania
- Kazahstan
- Kenya
- Kiribati
- Kuweit
- Kârgâzstan
- Laos
- Liban
- Lesotho
- Liberia
- Libia
- Madagascar
- Malawi
- Malaezia
- Maldive
- Mali
- Insulele Marshall
- Mauritania
- Mauritius
- Mexic
- Statele Federate ale Microneziei
- Moldova
- Mongolia
- Muntenegru
- Maroc
- Mozambic
- Myanmar
- Namibia
- Nauru
- Nepal
- Nicaragua
- Niger
- Nigeria
- Macedonia de Nord
- Oman
- Pakistan
- Palau
- Palestina
- Panama
- Papua Noua Guinee
- Paraguay
- Peru
- Polonia
- Filipine
- Qatar
- România
- Rusia
- Rwanda
- Arabia Saudită
- Sfântul Cristofor și Nevis
- Sfânta Lucia
- Sfântul Vincențiu și Grenadinele
- Samoa
- São Tomé și Príncipe
- Senegal
- Serbia
- Seychelles
- Sierra Leone
- Insulele Solomon
- Somalia
- Africa de Sud
- Sudanul de Sud
- Sri Lanka
- Sudan
- Surinam
- Siria
- Tadjikistan
- Tanzania
- Thailanda
- Timorul de Est
- Togo
- Tonga
- Trinidad și Tobago
- Tunisia
- Turcia
- Turkmenistan
- Tuvalu
- Uganda
- Ucraina
- Emiratele Arabe Unite
- Uruguay
- Uzbekistan
- Vanuatu
- Venezuela
- Vietnam
- Yemen
- Zambia
- Zimbabwe

Țări care nu sunt listate de FMI
- Abhazia
- Cuba
- Coreea de Nord
- Republica Arabă Democrată Saharawi
- Osetia de Sud

### Țări cu venituri medii superioare conform Băncii Mondiale
Economiile cu venituri medii superioare conform bazei de date a Băncii Mondiale din octombrie 2023:
- Albania
- Argentina
- Armenia
- Azerbaidjan
- Belarus
- Belize
- Bosnia și Herțegovina
- Botswana
- Brazilia
- Bulgaria
- China
- Columbia
- Costa Rica
- Cuba
- Dominica
- Republica Dominicană
- Ecuador
- El Salvador
- Guineea Ecuatorială
- Fiji
- Gabon
- Georgia
- Grenada
- Guatemala
- Indonezia
- Irak
- Jamaica
- Kazakhstan
- Kosovo
- Libia
- Malaezia
- Maldive
- Insulele Marshall
- Mauritius
- Mexic
- Moldova
- Muntenegru
- Namibia
- Macedonia de Nord
- Palau
- Paraguay
- Peru
- Federația Rusă
- Serbia
- Africa de Sud
- Sfânta Lucia
- Sfântul Vincențiu și Grenadinele
- Surinam
- Thailanda
- Tonga
- Turcia
- Turkmenistan
- Tuvalu
- Cisiordania și Fâșia Gaza

### Țări cu venituri medii inferioare conform Băncii Mondiale
Economiile cu venituri medii inferioare conform bazei de date a Băncii Mondiale din octombrie 2023:
- Algeria
- Angola
- Bangladesh
- Benin
- Bhutan
- Bolivia
- Capul Verde
- Cambodgia
- Camerun
- Comore
- Congo
- Coasta de Fildeș
- Djibouti
- Egipt
- Eswatini
- Ghana
- Guineea
- Haiti
- Honduras
- India
- Iran
- Iordania
- Kenya
- Kiribati
- Kârgâzstan
- Laos
- Liban
- Lesotho
- Mauritania
- Statele Federate ale Microneziei
- Mongolia
- Maroc
- Myanmar
- Nepal
- Nicaragua
- Nigeria
- Pakistan
- Papua Noua Guinee
- Filipine
- Samoa
- Sao Tome și Principe
- Senegal
- Insulele Solomon
- Sri Lanka
- Tadjikistan
- Tanzania
- Timorul de Est
- Tunisia
- Ucraina
- Uzbekistan
- Vanuatu
- Vietnam
- Zambia
- Zimbabwe

### Țări și regiuni care au devenit economii dezvoltate
Tigrii Est Asiatici și noile țări din zona euro a Uniunii Europene, plus Republica Cehă au fost considerate din punct de vedere istoric țări și regiuni în curs de dezvoltare până în anii '90, dar sunt în prezent catalogate ca economii avansate (țări și regiuni dezvoltate) de către FMI.
- Hong Kong (din 1997)[127]
- Israel (din 1997)[127]
- Singapore (din 1997)[127]
- Coreea de Sud (din 1997)[127]
- Taiwan (din 1997)[127][n 10]
- Cipru (din 2001)[128]
- Slovenia (din 2007)[129]
- Malta (din 2008)[130]
- Republica Cehă (din 2009[131], din 2006 conform Băncii Mondiale)[132]
- Slovacia (din 2009)[131]
- Estonia (din 2011)[133]
- Latvia (din 2014)[134]
- Lituania (din 2015)[135]
- Andorra (din 2021)[136]
- Croația (din 2023)[137]

Pentru trei economii nu există date din perioada anterioară clasării ca economii avansate, prin urmare este dificil de estimat dacă au fost economii avansate sau economii în curs de dezvoltare.
- San Marino (din 2012)[138]
- Macao (din 2016)[139]
- Puerto Rico (din 2016)[139]

### Țările nou industrializate
Zece țări sunt clasificate „țară nou industrializată”. Acestea sunt țări ale căror economii nu au atins încă statutul de țară dezvoltată, dar au depășit, în sens macroeconomic, omologii lor în curs de dezvoltare:
- Brazilia
- China
- India
- Indonezia
- Malaezia
- Mexic
- Filipine
- Africa de Sud
- Thailanda
- Turcia

### Țările BRICS
Cinci țări aparțin grupului „piețe emergente” și sunt numite împreună  țări BRICS:
- Brazilia (din 2006)
- Rusia (din 2006)
- India (din 2006)
- China (din 2006)
- Africa de Sud (din 2010)

## Societate și cultură

### Mass-media
Mass-media occidentală tinde să prezinte o viziune generalizată asupra țărilor în curs de dezvoltare printr-o acoperire mediatică părtinitoare, tinzând să se concentreze în mod disproporționat pe sărăcie și alte imagini negative. Această acoperire comună a creat un stereotip dominant al țărilor în curs de dezvoltare: „Sudul Global se caracterizează prin înapoiere socioeconomică și politică, măsurată în raport cu valorile și standardele occidentale”. Mass-media face adesea comparații între Nordul Global și Sudul Global, ceea ce este considerat a fi un factor de dezbinare. Mass-media a jucat, de asemenea, un rol în ceea ce privește informațiile pe care le primesc oamenii din țările în curs de dezvoltare. Fluxul de știri acoperă adesea țările dezvoltate și creează un dezechilibru al fluxului de informații. Oamenii din țările în curs de dezvoltare nu primesc adesea informații din celelalte țări în curs de dezvoltare, dar în schimb primesc fluxuri generoase de știri despre țările dezvoltate.